# جويا باربييري
جويا باربييري (بالإيطالية: Gioia Barbieri)‏ مواليد 9 يوليو 1991 في فورليمبوبولي، إيطاليا، هي لاعبة كرة مضرب إيطالية بدأت مسيرتها كمحترفة سنة 2009 وتحتل حالياً المرتبة رقم. 212 (13 أبريل 2015) في تصنيف رابطة محترفات كرة المضرب. أعلى تصنيف لها في الفردي كان المركز الـ 170 في سنة 2014. أعلى تصنيف لها في الزوجي كان المركز الـ 165 في سنة 2015.

## النهائيات

### الزوجي: 1 (الوصافة 1)
| الحصيلة | الرقم | التاريخ       | البطولة                    | الأرضية | الشريك     | المنافس                     | النتيجة          |
| ------- | ----- | ------------- | -------------------------- | ------- | ---------- | --------------------------- | ---------------- |
| الوصافة | 1.    | 12 أبريل 2015 | كاتوفيتشي المفتوحة، بولندا | صلبة    | كارين كناب | يساليني بونافنتور ديمي شورس | 5-7, 6-4, [6–10] |

## روابط خارجية
- جويا باربييري على موقع رابطة محترفات التنس (الإنجليزية)
- جويا باربييري على موقع الاتحاد الدولي لكرة المضرب (الإنجليزية)
- جويا باربييري على موقع خلاصة التنس.كوم (الإنجليزية)
- جويا باربييري على موقع إي إس بي إن.كوم (الإنجليزية)